# König (Schiff)

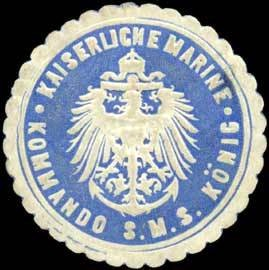
Siegelmarke Kaiserliche Marine – Kommando der S.M.S. König

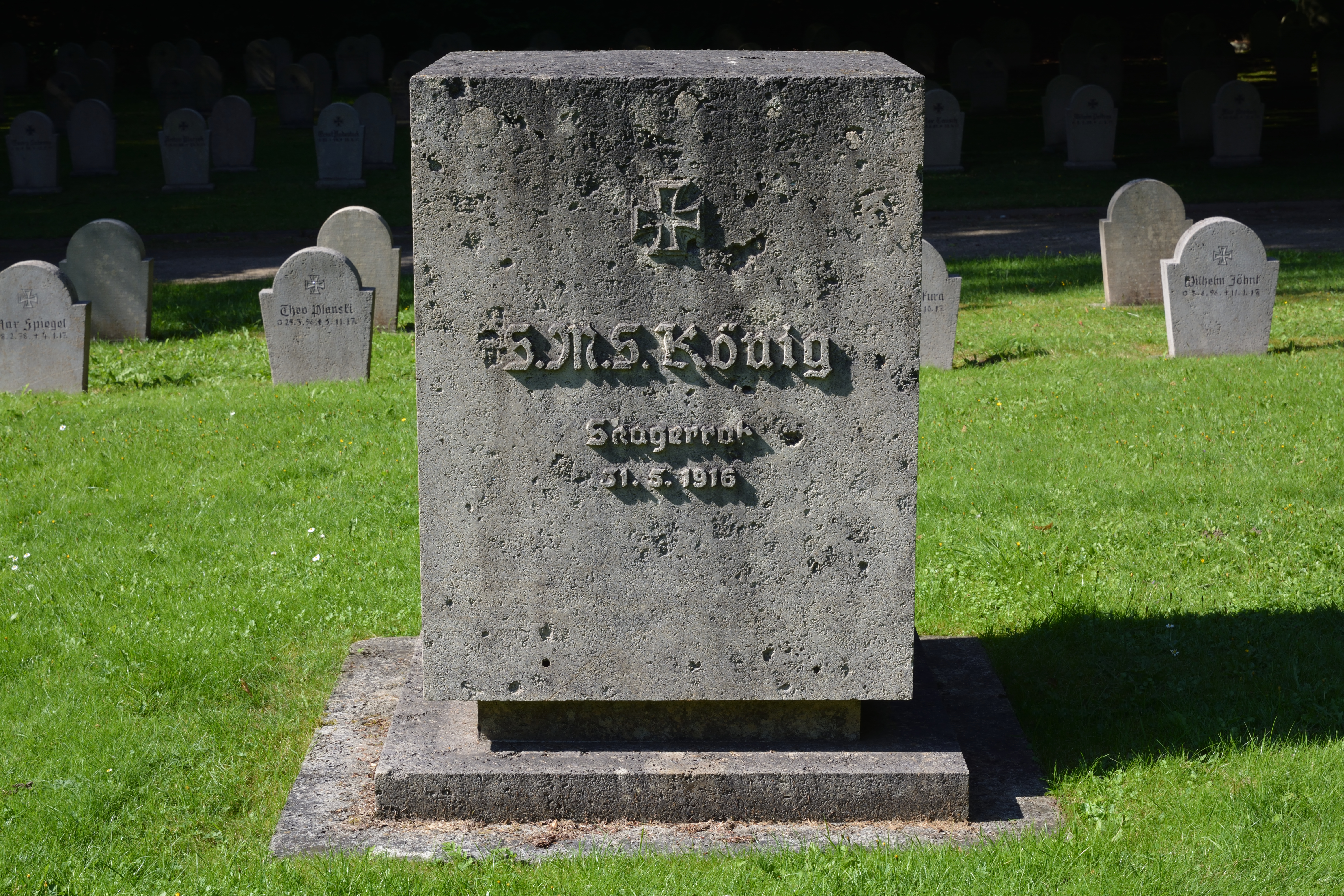
Ehrenmal in Kiel

Die König war ein Großlinienschiff der Kaiserlichen Marine, das im Ersten Weltkrieg eingesetzt wurde.

## Einsätze
Die König wurde im Oktober 1911 unter der Haushaltsbezeichnung „Vermehrungsbau S“ bestellt und lief am 1. März 1913 als Typschiff der nach ihr benannten König-Klasse bei der Kaiserlichen Werft in Wilhelmshaven vom Stapel. Die Indienststellung fand am 10. August 1914 statt.
Die König war ab dem 12. August 1914 dem III. Geschwader zugeteilt. Nach mehreren Vorstößen ohne Feindberührung nahm sie als Flaggschiff des Konteradmirals Paul Behncke an der Skagerrakschlacht am 31. Mai 1916 teil. Das Schiff fuhr an der Spitze der deutschen Schlachtflotte. So war es, mit Ausnahme der Schlachtkreuzer, dem feindlichen Feuer besonders ausgesetzt und überstand bei zehn schweren und fünf oder sechs mittleren Treffern mit 45 Toten die Schlacht aufgrund seiner guten Konstruktion. Das Schiff wurde in der Kaiserlichen Werft Kiel repariert und war ab dem 26. Juli 1916 wieder einsatzbereit.
Weitere Einsätze fuhr das Schiff bei den Operationen gegen die britische Küste im August 1916, wobei es zu keiner Feindberührung kam. Am 11. Oktober 1917 lief die König im Rahmen des Unternehmens Albion aus der Putziger Wiek aus, um die Operationen zur Einnahme der drei Inseln Dagö, Ösel und Moon im Baltikum zu unterstützen. Am 12. Oktober beschoss sie die Landbatterie von Kap Kinast auf Ösel.
Am 17. Oktober 1917 beschädigte die König bei der Schlacht im Moonsund zwischen der Insel Moon und der estnischen Festlandsküste das russische Linienschiff Slawa so schwer, dass dieses wegen zu großen Tiefganges den flachen Moonsund nicht mehr passieren konnte und von den Russen gesprengt werden musste. Beim Heimmarsch hatte die König am 26. Oktober leichte Grundberührung und lag bis zum 17. November zur Reparatur in Kiel.

## Matrosenaufstand
Der Flottenbefehl vom 24. Oktober 1918 sah die König als Flaggschiff des III. Geschwaders vor. Am 30. Oktober machte sich bei der Mannschaft steigender Widerstand gegen den bevorstehenden Einsatz bemerkbar. Als daraufhin das Unternehmen aufgegeben wurde und das III. Geschwader nach Kiel entlassen wurde, machte das Schiff dort in der Kaiserlichen Werft fest.
Beim Kieler Matrosenaufstand am 4. November, während das III. Geschwader vorübergehend Kiel verließ und in die Lübecker Bucht verlegte, blieb die König in der Werft in Kiel. Als am 5. November meuternde Matrosen und revoltierende Werftarbeiter die Reichskriegsflagge entfernen wollten, wurde diese von den Offizieren verteidigt. Dabei wurde der Kommandant Kapitän zur See Carl Wilhelm Weniger dreimal verwundet. Der unbewaffnete Obermatrose Mewes (auch Mews) wurde von Weniger erschossen. Der Erste Offizier, Korvettenkapitän Bruno Heinemann, und der Adjutant, Leutnant zur See Wolfgang Zenker, kamen ums Leben. Die Kriegsmarine benannte ihre Mitte der 1930er Jahre gebauten Zerstörer Bruno Heinemann und Wolfgang Zenker nach ihnen.

## Internierung und Selbstversenkung
Als nach dem Waffenstillstand die deutsche Flotte nach Scapa Flow aufbrach, um dort interniert zu werden, war die König noch nicht fahrbereit. Sie fuhr zusammen mit dem Kleinen Kreuzer Dresden nach erfolgreicher Reparatur erst im Dezember der Flotte hinterher und traf am 6. Dezember 1918 in Scapa Flow ein. Am 21. Juni 1919 versenkte die Besatzung unter dem Kommando von Korvettenkapitän Ernst Junkermann das Schiff auf Befehl von Konteradmiral Ludwig von Reuter mit dem Rest der in Scapa Flow internierten Hochseeflotte, um sie der endgültigen Inbesitznahme durch die Siegermächte zu entziehen.

## Erinnerung
Ein Ehrenmal zum Andenken an die König befindet sich auf dem Nordfriedhof Kiel.

## Wrack
Das Wrack wurde 1962 an eine schottische Firma zum Abwracken verkauft. Es wurden aber nur Teile des Hecks abgesprengt und gehoben. Der Schiffskörper befindet sich in etwa 39 m Tiefe auf Position 58° 52′ 59″ N, 3° 9′ 47″ W und ist Ziel vieler Sporttaucher.

## Kommandanten
| 9. August 1914 bis 13. Juli 1916      | Kapitän zur See Franz Brüninghaus    |
| 14. Juli 1916 bis 23. Mai 1917        | Kapitän zur See Hugo Meurer          |
| 24. Mai 1917 bis 5. November 1918     | Kapitän zur See Carl Wilhelm Weniger |
| 6. November 1918 bis 4. Dezember 1918 | Kapitän zur See Otto Breuer          |
| 5. Dezember 1918 bis 21. Juni 1919    | Korvettenkapitän Ernst Junckermann   |